# Turtleford
Turtleford är en ort i Kanada.   Den ligger i provinsen Saskatchewan, i den centrala delen av landet, 2 500 km väster om huvudstaden Ottawa. Turtleford ligger 585 meter över havet och antalet invånare är 525.
Terrängen runt Turtleford är platt. Trakten runt Turtleford är nära nog obefolkad, med mindre än två invånare per kvadratkilometer.. Det finns inga andra samhällen i närheten.
Trakten runt Turtleford består till största delen av jordbruksmark.